# シェケム
シェケム（Shechem,ヘブライ語：שְׁכֶםまたは文字列שְׁכָם
）は旧約聖書に登場する地名である。パレスチナの中央に位置し、今日のヨルダン川西岸地区におけるナーブルス（英語 Nablus,アラビア語： نابلس） ）附近のテル・エル・バラータ（Tell Balata,アラビア語： تل بلاطة）であるとされている。新約聖書時代のスカル(Sychar)であると言われる。別の表記としてはシケム（『新共同訳聖書』）。

## 概要
シェケムが最初に登場するのは、アブラハムがハランを出発してカナンに入ったときに、最初に滞在した場所の近くとしてである。モレ（Moreh）の樫の木がある場所で、主がアブラハムに現れて契約を更新された。アブラハムはそこに祭壇を築いて、そこから32km南のベテルに移動した。
ヤコブはパダン・アラムからの帰途の途上で、シェケムの前で宿営をした、ハモルの息子たちから土地を買って、祭壇を築き、エル・エロヘ・イスラエルと名付けた。ユダヤ人の伝承によるとその時にヤコブが井戸を掘り、それが、「ヤコブの泉」と呼ばれていると言われ、ヨハネの福音書第4章に登場する。
ヨセフの遺体はエジプトから運び出されてシェケムに葬られた。
イスラエルのカナン占領後に、ヨシュアは民をシェケムに招集して集会を開いた。民の歴史を回顧して、神とイスラエルの契約の証として、主の聖所のある樫の木の下に大きな石を立てた。
シェケムは後に、エフライム族とマナセ族の境界線になり、逃れの町、レビ人の町としてケハテの子らに与えられた。
ヤロブアム1世がシェケムにおいて北イスラエル王国を建国した。その後、しばらく北イスラエル王国の首都になった。しかし、南ユダ王国の攻撃を防ぐためにヤロブアム1世は首都をペヌエル、ティルツァに移した。
ホセアやエレミヤの時代もシェケムは重要な町であった。しかし、バビロン捕囚以降サマリアの中心的な町になったが、前108年ヨハネ・ヒルカノス1世によって破壊された。